# Jagdgeschwader 101
Das Jagdgeschwader 101 war ein Verband der Luftwaffe der Wehrmacht im Zweiten Weltkrieg.

## Geschichte
Der Geschwaderstab und die I. Gruppe des Jagdgeschwaders 101 entstanden am 15. Dezember 1942 in Werneuchen (Lage) aus der Jagdfliegerschule 1. Die II. Gruppe bildete sich am 15. Oktober 1944 aus der I. Gruppe des Jagdgeschwaders 112 in Landau an der Isar. (Lage) Das Geschwader war während seiner gesamten Bestehenszeit eine Ausbildungseinheit und war der 4. Fliegerschuldivision der Luftflotte 10 unterstellt. Es wurde am 16. April 1945, noch vor der bedingungslosen Kapitulation der Wehrmacht, aufgelöst. Das frei werdende Personal wurde der 10. und der 11. Fallschirmjägerdivision zugeführt.

## Kommandeure

### Geschwaderkommodore
| Dienstgrad           | Name            | Zeit                                  |
| -------------------- | --------------- | ------------------------------------- |
| Major/Oberstleutnant | Erich von Selle | 15. Dezember 1942 bis 31. März 1944   |
| Hauptmann            | Walter Nowotny  | 1. April 1944 bis 10. September 1944  |
| Major                | Johann Knauth   | 11. September 1944 bis 16. April 1945 |

### Gruppenkommandeur
I. Gruppe
- Major Max Dobislav, 15. Dezember 1942 bis 5. Januar 1943[10]
- Major Otto Bertram, 6. Januar 1943 bis 30. April 1944[11]
- Hauptmann Gerhard Koall, 1. Mai 1944 bis 15. Januar 1945[12]
- Major Ferdinand Vögl, 16. Januar 1945 bis 16. April 1945[13]

II. Gruppe
- Hauptmann Waldemar Wübke, 15. Oktober 1944 bis 15. April 1945[14]

## Bekannte Geschwaderangehörige
- Otto Bertram (1916–1987), war ab 1966, als Oberstleutnant der Luftwaffe der Bundeswehr, Luftwaffenattaché in Belgien und Luxemburg
- Hans Eisen (1922–2002), war ein Brigadegeneral der Luftwaffe der Bundeswehr